# Гійом Антуан Олів'є
Гійо́м Антуа́н Олів'є́ (фр. Guillaume-Antoine Olivier; 19 січня, 1756, Тулон — 1 жовтня 1814, Ліон) — французький натураліст, ботанік та ентомолог. Автор робіт Entomologie, ou histoire naturelle des Insectes (1808) та Le Voyage dans l'Empire Othoman, l'Égypte et la Perse (1807). Був близьким другом Фабриція Йоганна Християна і наставником та заступником П'єра Андре Латрея (особливо під час Великої Французької Революції).

## Життєпис

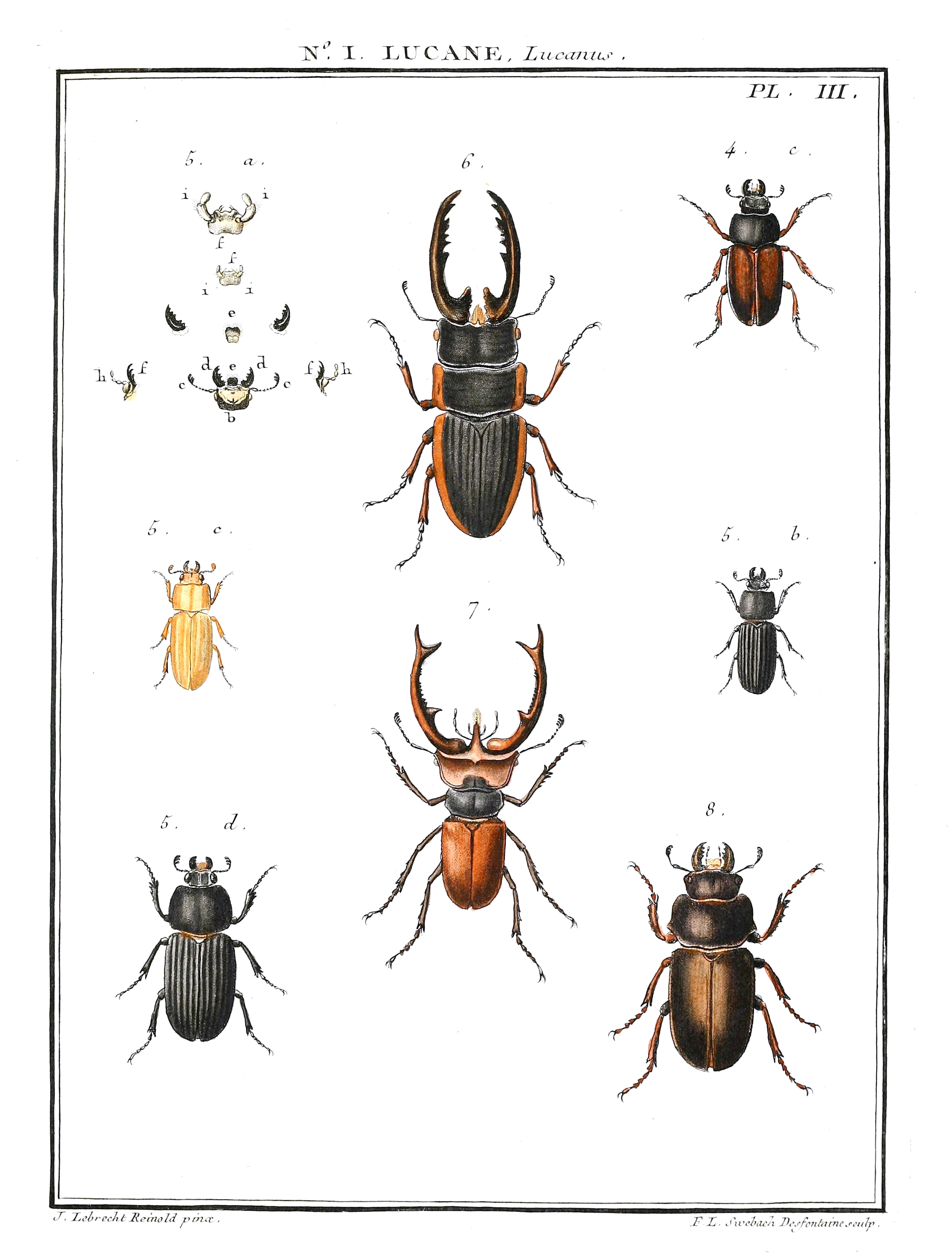
Сторінка з Entomologie, ou histoire naturelle des Insectes

Він вивчав медицину на медичному факультеті Університету Монпельє. Також він займався природничими науками разом з П'єром Бруссоне. Після закінчення навчання розпочав медичну практику в своєму рідному місті, але ця робота не приносила йому достатнього заробітку. Жиго Д'Орсі, багатий колекціонер мінералів та комах, винайняв його для наповнення своєї ентомологічної колекції в Голландії, Великій Британії та інших країнах.
Завдяки цій роботі, він зміг написати багато статей про комах і павуків в Систематичну енциклопедію (1789—1825, 10 томів, 389 ілюстрацій), а пізніше написати велику роботу про жуків Ентомологія, або натуральна історія комах, їх загальна та специфічна характеристика, опис, синоніми та ілюстрації (Entomologie ou Histoire naturelle des insectes, avec leurs caractères génériques et spécifiques, leur description, leur synonymie et leur figure enluminée), 1798—1808 рік, 6 томів, 363 ілюстрації).
Шість років він подорожував по Середньому Сходу. Відвідав Османську імперію, Персію, Єгипет. За час подорожі зібрав велику колекцію комах, і 1798 року повернувся до Франції. Зараз ця колекція зберігається в Національному музеї природознавства Франції. Менша частина колекції знаходиться в Единбурзькому музеї. 1807 року Ґійом видає своїм коштом книгу в трьох томах про свою подорож Мандри по Османській імперії, Єгипту і Персії (Voyage dans l'Empire Ottoman, l'Égypte et la Perse).
26 березня 1800 року він стає членом Французької академії наук, і невдовзі професором у Ветеринарному інституті Альфорвіля.